# Medelhavslira

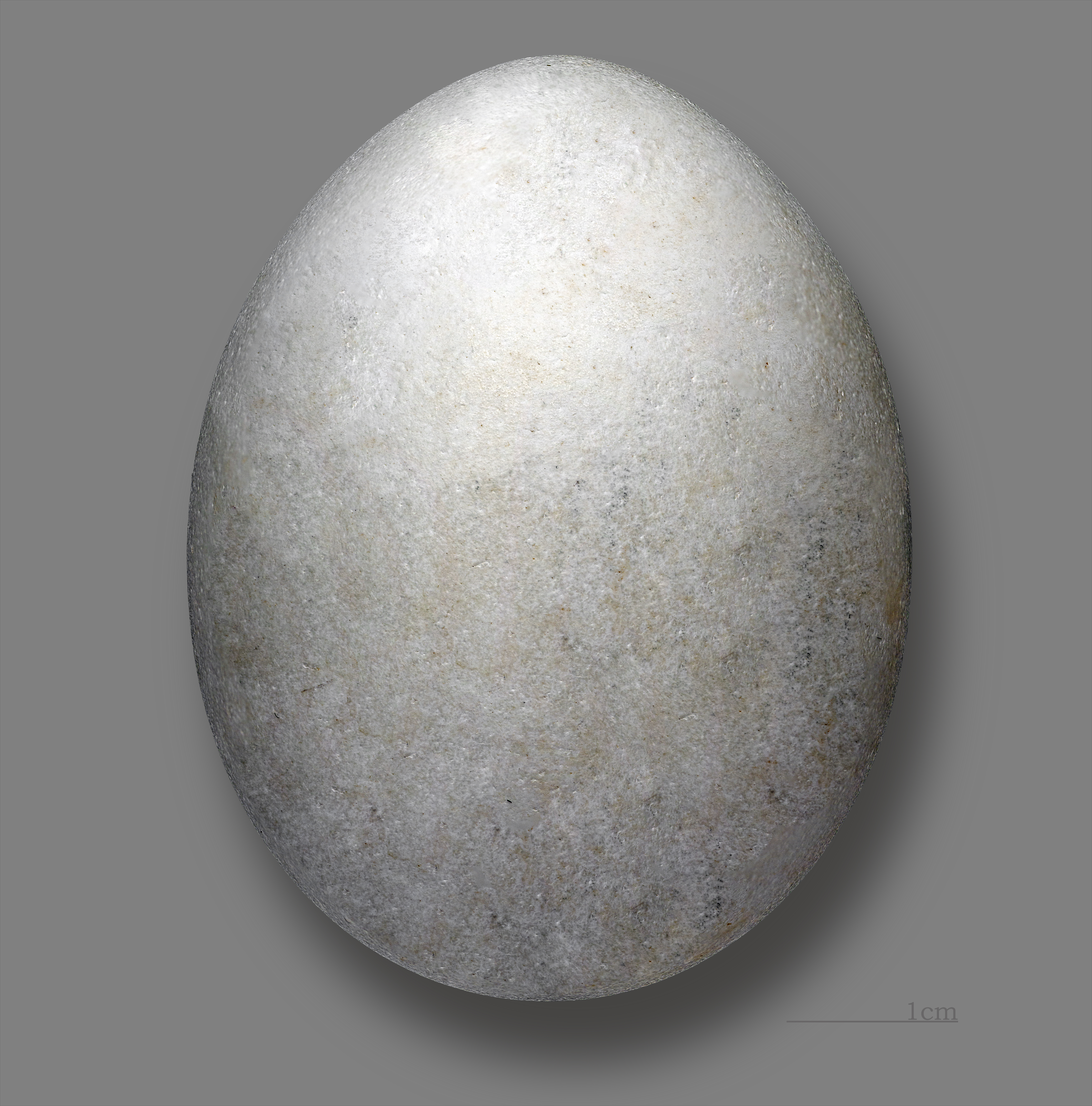
Ägg av medelhavslira.

Medelhavslira (Puffinus yelkouan) är en fågel inom familjen liror i ordningen stormfåglar.

## Utseende
Medelhavsliran är mycket lik mindre lira och kan utanför sitt utbredningsområde i fält vara svåra att  med säkerhet urskiljas från varandra, utan mycket goda observationsbetingelser eller fotografier. Den är mörk på ovansidan och vitaktig undertill. Den är mer brungrå på ovansidan är mindre lira som är mer svartaktig. Undersidan av vingen är inte lika kontrastrik som hos mindre lira och handpennorna är snarare grå än svarta. Många medelhavsliror har även ett tydlig mörkt band i armhålan. Hos den flygande medelhavsliran sticker fötterna ut längre bakom stjärten än hos mindre lira vilket ofta ger den en spetsigare utdragen akter. Den mäter 30–35 cm och har ett vingspann på 70–84 cm.

## Utbredning
Medelhavsliran häckar som namnet avslöjar i Medelhavet men även i Svarta havet, från södra Frankrike och östra Algeriet österut till Grekland och Bulgarien, troligen även i Turkiet även om det ännu inte bekräftats. Nyligen har den även konstaterats häcka sympatriskt med balearisk lira på Menorca i Balearerna.

## Systematik
Länge behandlades yelkouan som underart till mindre lira. När den klassiska indelningen av komplexet mindre lira började ifrågasättas kategoriserades yelkouan och mauretanicus (idag balearisk lira) först som underarter av samma art. Tio år senare var det många auktoriteter som behandlade dem som två arter.
Flera senare studier har istället visat att balearisk lira och medelhavslira inte utgör två arter – att de inte utgör två monofyletiska grupper som divergerat. Istället visar studier att de utgör en gradient av fenotyper, med nära nog identiska läten och brist på fenotypiska skillnader på individnivå. De är också förhållandevis vanligt med blandkolonier och blandhäckningar. Analyser av stabila isotoper och mitokondrie-DNA stärker ytterligare att de två taxonen bör behandlas som en art, som av BirdLife Sverige får namnet medelhavslira.

## Ekologi
Balearisk lira häckar i jordhålor som de bara besöker om natten för att undvika predation, främst från större trutar. Den äter fisk och blötdjur. Utanför häckningstid lever de pelagiskt.

## Medelhavslira och människan

### Status och hot
IUCN kategoriserar arten som sårbar. Populationsstudier i Frankrike och på Malta indikerar en minskning på grund av dålig häckningsframgång. Den tros hotas av invasiva arter och industrifiske. IUCN noterar dock att stora oupptäckta häckningskolonier kan finnas i östra Medelhavet eller Svarta havet. 

### Namn
Fågelns vetenskapliga namn kommer av yelkovan, ett turkiskt ord för en lira som betyder "vindjägare".